# 7196 Baroni
7196 Baroni è un asteroide della fascia principale. Scoperto nel 1994, presenta un'orbita caratterizzata da un semiasse maggiore pari a 2,3226173 UA e da un'eccentricità di 0,1922363, inclinata di 7,86592° rispetto all'eclittica.
L'asteroide è dedicato all'astrofilo italiano Sandro Baroni.